# 聶瀛
聶瀛（1522年—？），字汝登，直隸真定府冀州新河縣匠籍，山西陽曲縣人，明朝政治人物。

## 生平
嘉靖二十二年（1543年）癸卯科順天府鄉試第一百一十八名舉人。嘉靖二十九年（1550年）中式庚戌科會試第九十五名，二甲第八十六名進士。歷官蕲州知州、平凉府同知。

## 家族
曾祖聶祥；祖父聶富，壽官；父聶俊，母苗氏。具庆下。兄聶濂（监生）；聶汀（贡士）。